# Anunciación (Leonardo, Uffizi)
La Anunciación  (en italiano, Annunciazione) es uno de los cuadros más célebres del pintor renacentista italiano Leonardo da Vinci. Está pintado al óleo sobre tabla (madera de álamo) que mide 98 cm de alto y 217 cm de ancho y data del periodo 1472-1475. Se conserva en la Galería de los Uffizi de Florencia.

## Historia
Hay muy poca información cierta respecto al origen de esta obra; se sabe que es uno de los primeros encargos que Leonardo consiguió mientras estaba en el taller de Verrocchio. Se cree que es obra de colaboración con Domenico Ghirlandaio o alguno de los discípulos, por algunos rasgos: la Virgen está a la derecha y el ángel a la izquierda, característica de las pinturas florentinas; además, la cabeza del ángel carece del esfumado típico de Leonardo, apareciendo los cabellos compactos. No obstante, el ángel parece próximo a la factura del que aparece en el Bautismo de Cristo de Verrocchio, y existen dos dibujos ciertos de Leonardo, un Estudio de brazo en la Christ Church de Oxford y un Estudio de drapeado en el Louvre que hacen referencia precisa, respectivamente al arcángel y a la Virgen: si bien hay en el cuadro simplificación y convencionalismo de composición, estos rasgos pueden atribuirse a la relativa inexperiencia y a la necesidad de concluir, exigencia lejana del espíritu de Leonardo, una obra de la cual no podía atribuirse la plena responsabilidad.
La obra era desconocida hasta el año 1867, en que llegó a los Uffizi en 1867 desde la sacristía de la iglesia de San Bartolomeo, aneja al suprimido monasterio de los Olivetanos. Entonces se atribuyó a Ghirlandaio, quien era, como Leonardo, un aprendiz en el taller de Verrocchio; también hay quien consideraba que era obra de este último. En 1869, algunos críticos la reconocieron como obra de juventud de Leonardo.
El 12 de marzo de 2007 el cuadro fue el centro de una polémica entre ciudadanos italianos y el Ministerio de Cultura, que decidió prestar la pintura para una exposición en Tokio (Japón), titulada La mente de Leonardo, desde mayo hasta el 17 de junio.

## Tema del cuadro
Se representa el tema de la Anunciación de la venida de Cristo a María por el ángel Gabriel, conforme a la Biblia cristiana, recogiéndose en el Evangelio de Lucas, 1:26-38:

Al sexto mes, el ángel Gabriel fue enviado por Dios a una ciudad de Galilea llamada Nazaret, a una virgen desposada con un varón que se llamaba José, de la casa de David; y el nombre de la virgen era María. Entrando el ángel a donde ella estaba, dijo: "¡Salve, muy favorecida! El Señor es contigo; bendita eres entre todas las mujeres". Pero ella, cuando lo vio, se turbó por sus palabras, y pensaba qué salutación sería esta. Entonces el ángel le dijo: "María, no temas, porque has hallado gracia delante de Dios. Concebirás en tu vientre y darás a luz un hijo, y llamarás su nombre Jesús. Este será grande, y será llamado Hijo del Altísimo. El Señor Dios le dará el trono de David, su padre; reinará sobre la casa de Jacob para siempre y su Reino no tendrá fin". Entonces María preguntó al ángel: "¿Cómo será esto?, pues no conozco varón". Respondiendo el ángel, le dijo: "El Espíritu Santo vendrá sobre ti y el poder del Altísimo te cubrirá con su sombra; por lo cual también el Santo Ser que va a nacer será llamado Hijo de Dios. Y he aquí también tu parienta Isabel, la que llamaban estéril, ha concebido hijo en su vejez y este es el sexto mes para ella, pues nada hay imposible para Dios". Entonces María dijo: "Aquí está la sierva del Señor; hágase conmigo conforme a tu palabra". Y el ángel se fue de su presencia

## Análisis
En esta Anunciación, lo mismo que en la pequeña predela sobre el mismo tema que pintó Leonardo por la misma época, ha usado la colocación, muy formal, que proviene de las dos pinturas de Fra Angélico sobre el tema, bien conocidas, con la Virgen María sentada o arrodillada a la derecha de la pintura, a la que se acerca desde la izquierda un ángel de perfil, con rico ropaje que flota, alas alzadas y portando un lirio.
Sin embargo, a diferencia de la iconografía clásica, la escena se desarrolla enteramente en el exterior, dentro de un jardín cerrado de una típica villa florentina. Este es un rasgo innovador, ya que en la tradición medieval la ambientación era siempre en el interior (lo que favorecía la representación de la cama), al menos en lo que se refería a la Virgen, mientras que el ángel podía estar en el exterior, pero en un hortus conclusus, es decir, en un jardín delimitado por altos muros que aludían al vientre de María. Para mantener la reserva del encuentro, Leonardo pinta a la Virgen en un palacio, pero dejando entrever el lecho; además, un pequeño muro delimita el jardincillo. 
El ángel es clásico, como iconografía, tiene las alas batiendo y sostiene un lirio blanco (Lilium candidum), símbolo de pureza. El ángel revela su peso en la hierba, y se representa incluso el movimiento del aire que provoca al aterrizar. A diferencia de los ángeles que normalmente se representaban no tiene alas de pavo real (considerado animal sagrado y de carne incorruptible al ser exótico y bellísimo), sino las alas de un pájaro auténtico, cuya anatomía ha estudiado el autor. Se supone que Leonardo copió originalmente las alas de las de un pájaro en vuelo. Hay una extraña anomalía: las alas originales eran más cortas, pero fueron alargadas por un artista posterior, sin comprender que aquí Leonardo representó al ángel que está aterrizando, y que por lo tanto está cerrando las alas, y por este motivo carece de sentido pintar un ala batiendo. Esta "corrección" destruye toda la labor de estudio de Leonardo sobre la anatomía de las aves, así como la representación realista del ala. 

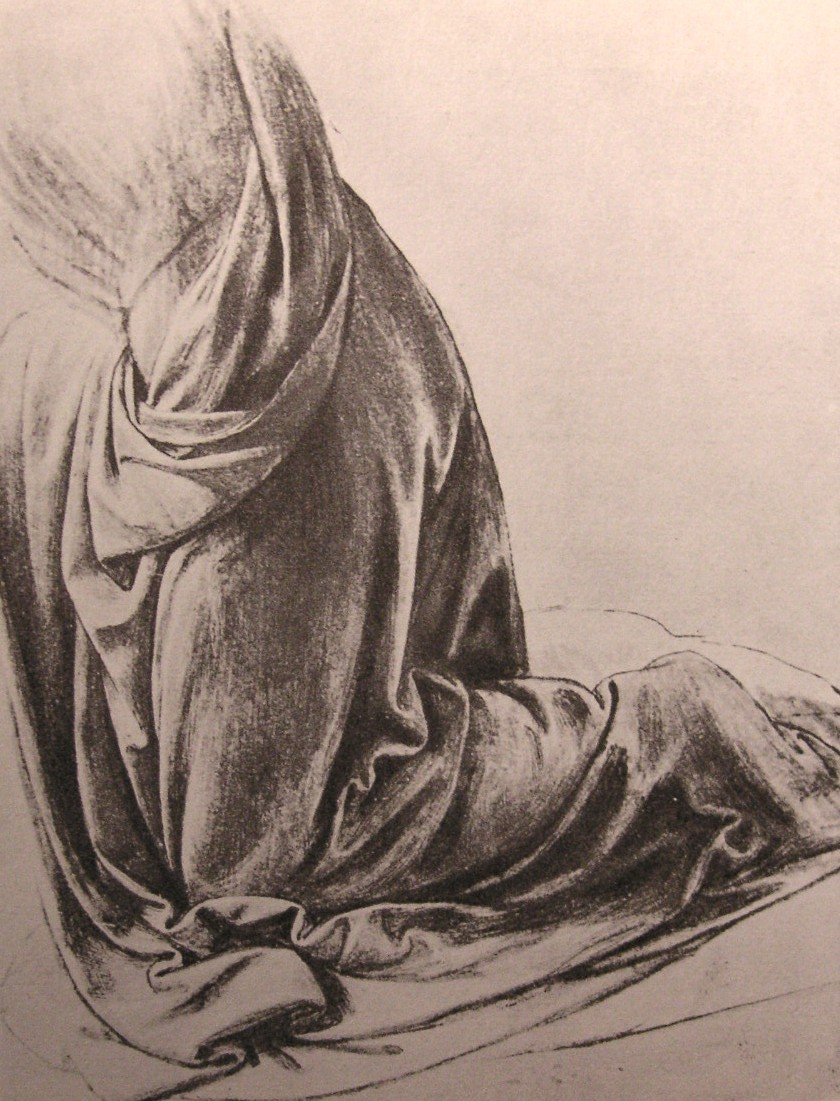
Estudio de drapeado.

La impostación de la posición es clásicamente leonardesca, considerando los drapeados, con pliegues amplios y mórbidos. Giorgio Vasari cuenta que el artista hacía a menudo modelos de arcilla de las figuras, los vestía con mórbidos mantos bañados en yeso y entonces reproducía pacientemente la caída de los drapeados. La posición de las manos es natural, la derecha bendiciendo mientras que la izquierda lleva la azucena. 
Cierta perplejidad causa la cabeza del ángel: las carnaciones son pálidas y planas, sin las transparencias clásicas de Leonardo, hay una gran diferencia con el ángel del Bautismo de Cristo, aquí los cabellos no se difuminan, sino que aparecen como una masa de rizos compacta. 
La Virgen María, a diferencia de lo que era habitual, no adopta la postura de sumisa aceptación de su destino cruzando los brazos. La hermosa joven, interrumpida en su lectura por este mensajero inesperado, pone un dedo de la mano derecha sobre la biblia para marcar el lugar, como si quisiera evitar que se cerrara, y alza la mano izquierda a modo de saludo. Esta serena joven acepta su papel como Madre de Dios no con resignación, sino con confianza. En esta pintura el joven Leonardo presenta la cara humanista de María, una mujer que reconoce el papel de la humanidad en la encarnación de Dios.
A primera vista parece tener tres piernas, ya que el borde del manto está sobre el brazo del sillón. Está situada junto a una especie de altarcillo o mesa de mármol en el que se evidencian las enseñanzas de Verrocchio. Esta mesa de mármol frente a la Virgen probablemente es cita de la tumba de Pedro y Juan de Médici en la sacristía basílica de San Lorenzo de Florencia de Brunelleschi, que fue esculpida por Verrocchio en esa misma época. Es un sarcófago con elementos broncíneos cincelados que recuerdan a las ornamentaciones de este altar. 
Al fondo se ve un río con meandros y barcas, montañas y árboles. El paisaje del fondo muestra una escena de puerto que se cree que está en Roma. Usa perspectiva aérea, a la que Leonardo daba mucha importancia: pintaba los detalles más alejados como envueltos en una niebla, pues sabía que entre el ojo y un objeto visto a distancia se interponían capas de polvo atmosférico, de partículas y motas muy pequeñas, que hacen los contornos menos nítidos; Leonardo fue el primer pintor en preferir esta perspectiva atmosférica sobre la geométrica. Los objetos próximos se representan minuciosamente porque se ven mejor. Se comprende que esta es una obra de juventud por el hecho de que la perspectiva aérea no está lograda gradualmente. 
Los cipreses están representados sistemáticamente como columnas, lo que parece dividir matemáticamente la escena. 
Este paisaje simboliza que el futuro nacimiento no afectará sólo a la vida de la Virgen sino a la del mundo entero. 
En primer plano, el pintor representa un tipo de tapete en flor en la que todas las flores se pintaron con precisión amorosa.
Este cuadro presenta la influencia de la pintura realísticamente detallada y del estilo acabado, adquirido en el taller de Verrocchio, y sobre todo en contacto con la obra de Lorenzo di Credi.

## El error de perspectiva
El cuadro está caracterizado por un hecho curioso: Leonardo comete un error de perspectiva. Tal error se refiere al brazo de la Virgen. Analizando el cuadro con una simulación gráfica, y haciéndolo girar, se observa la desproporción en cuanto a la longitud del brazo. Este error no existe en la otra versión de la Anunciación de Leonardo que hoy en día está en el Louvre.
Estos errores, así como numerosos arrepentimientos, demostrarían ciertas dificultades del artista con la organización del espacio escénico.
No obstante, también se apunta a la posibilidad de que, según el punto de vista desde el que se mire (a la derecha y un poco desde abajo) tales "errores" queden corregidos (Natali, 2002), por lo que podrían ser expedientes compositivos o experimentos anamórficos (Carlos Pedretti, 1957).